# 中华药典
《中華藥典》是由中華民國衛生福利部的中華藥典編修諮詢會所編纂及修訂的一部藥典，為中華民國藥品品質標準與檢驗方法之重要技術規範。
自1930年發行第一版的中華藥典後，歷經多年的編修，截至今日為止以發行到第九版。而目前最新的第九版為2022年發行，包含通則、品目(一)、品目(二)、品目(三)及補篇(一)，共計5本；共計收載3,220個品目(含補篇)。

## 沿革
- 第一版 ：於1930年由當時的衛生部(今衛生福利部)，發行中華民國的第一版藥典，來規範藥品的品質。
- 第二版 ：
- 第三版 ：
- 第四版 ：
- 第五版 ：
- 第六版 ：
- 第七版 ：
  - 第七版補篇：於2015年12月1日生效，針對第七版不足之處進行補充。[2]
- 第八版 ：於2016年12月1日生效，正文共計收載 2368 品目，其中新增列 249 品目，修訂 177 品目，通則部分共計收載 253 項試驗法，新增通則達 94 項，另修訂 28 項。[3]
  - 第八版補篇(一)：於2018年7月1日生效，正文共計收載138品目，其中新增43品目，修訂95品目；通則部分共計新增31篇。
  - 第八版補篇(二)：於2019年6月19日生效，正文共計收載237品目，其中新增110品目，修訂127品目；通則部分共計新增35篇，修訂19篇。
  - 第八版補篇(三)：於2020年8月1日生效，正文共計收載343品目，其中新增207品目，修訂136品目；通則部份共計60篇，新增31篇，修訂29篇。
- 第九版 ：於2022年8月1日生效。共計收載3,004品目，其中新增804品目，修訂863品目；通則部份共計343篇，新增140篇，修訂51篇。[4]
  - 第九版補篇(一)：於2023年8月1日生效。以補充與修訂第九版不足之處，共計收載216品目，其中新增13品目，修訂203品目；通則部份共計30篇，新增15篇，修訂15篇。

## 具體內容
藥典的每版內容包括前言、凡例、通則、正文、中英文索引。

## 外部連結
衛生福利部，中華藥典專區https://www.fda.gov.tw/tc/site.aspx?sid=9374&r=355430536